# Пиров
Пиров (нем. Pirow) — община в Германии, районный центр, расположен в земле Бранденбург.
Входит в состав района Пригниц. Подчиняется управлению Путлиц-Берге.  Население составляет 478 человек (на 31 декабря 2010 года). Занимает площадь 37,45 км².
| Год  | Население |
| ---- | --------- |
| 2005 | 525       |
| 2010 | 484       |